# Były sobie odkrycia
Były sobie odkrycia; w wydaniu VCD Byli sobie wynalazcy (fr. Il Etait Une Fois... Les Découvreurs, ang. Once Upon a Time... The Discoverers, 1994) – serial animowany z cyklu „Było sobie...” produkcji francuskiej wyprodukowany w roku 1994 dla France 3 i nadawany w 26 odcinkach po około 25 minut. Twórcą filmu był Albert Barillé. 
Serial zawitał do TVP1 w II połowie lat 90. XX wieku i był wyświetlany z francuskim dubbingiem i polskim lektorem. Jego emisja została wznowiona w marcu 2006 roku. Od maja 2007 roku była wydawana z różnymi gazetami jako dodatek VCD, z polskim dubbingiem, pod tytułem „Byli sobie wynalazcy”. Kontynuacją tej serii jest seria Byli sobie odkrywcy z 1997 roku.

## Wersja polska (lektor)
Opracowanie wersji polskiej: Telewizja Polska

Tekst: Janina Graf, Wojciech Graf

Czytał: Maciej Gudowski

## Wersja polska (dubbing)
Opracowanie wersji polskiej: na zlecenie wydawcy Hippocampus Sp. z o.o. – Master Film

Reżyseria: Elżbieta Jeżewska

Dialogi:
- Witold Surowiak (odc. 1-7, 21-26),
- Dariusz Dunowski (odc. 8, 10-20),
- Elżbieta Jeżewska (odc. 9)

Dźwięk: Urszula Ziarkiewicz-Kuczyńska

Montaż: Paweł Siwiec

Kierownictwo produkcji: Romuald Cieślak

Teksty piosenek: Andrzej Brzeski

Opracowanie muzyczne: Piotr Gogol

Wystąpili:
- Stanisław Brudny – Mistrz
- Joanna Budniok-Feliks – Pierrete
- Joanna Pach – Pierretka
- Janusz Wituch – Konus
- Wojciech Paszkowski – Wredniak
- Waldemar Barwiński – Pierre
- Cezary Kwieciński – Siłacz
- Paweł Szczesny – Król (odc. 2)
- Jacek Mikołajczak
- Cezary Nowak
- Tomasz Błasiak
- Andrzej Chudy
- Jarosław Domin
- Andrzej Gawroński
- Marcin Hycnar
- Andrzej Mastalerz
- Łukasz Lewandowski
- Beata Łuczak
- Brygida Turowska
- Hanna Kinder-Kiss
- Piotr Bąk
- Karol Wróblewski
- Krzysztof Zakrzewski
- Anna Apostolakis
- Robert Tondera
- Krzysztof Szczerbiński
- Kinga Tabor

i inni
Śpiewała: Katarzyna Łaska

## Współpraca w powstaniu z telewizjami
- France 3 – Francja
- Canal+ – Francja
- Société Radio-Canada – Kanada
- Mediaset – Włochy
- WDR – Niemcy
- RTB – Szwecja
- RTBF i BRT – Belgia
- Television Española (TVE) – Hiszpania
- NHK – Japonia

## Spis odcinków
| Nr | Polski tytuł w TVP Polski tytuł na VCD                     | Francuski tytuł                       |
| -- | ---------------------------------------------------------- | ------------------------------------- |
|    |                                                            |                                       |
| 01 | Nasi przodkowie Chińczycy                                  | Nos ancêtres les Chinois              |
|    |                                                            |                                       |
| 02 | Archimedes i Grecy                                         | Archimède et les Grecs                |
|    |                                                            |                                       |
| 03 | Heron z Aleksandrii                                        | Héron d’Alexandrie                    |
|    |                                                            |                                       |
| 04 | Mierzenie czasu                                            | Les mesures du temps                  |
|    |                                                            |                                       |
| 05 | Henryk Żeglarz i kartografia                               | Henri le navigateur                   |
|    |                                                            |                                       |
| 06 | Gutenberg i druk                                           | Gutenberg                             |
|    |                                                            |                                       |
| 07 | Leonardo da Vinci                                          | De Vinci                              |
|    |                                                            |                                       |
| 08 | Lekarze                                                    | Les médecins                          |
|    |                                                            |                                       |
| 09 | Galileusz                                                  | Galilé                                |
|    |                                                            |                                       |
| 10 | Isaac Newton                                               | Newton                                |
|    |                                                            |                                       |
| 11 | Buffon, odkrycia przeszłości Buffon i odkrycie przeszłości | Buffon, la découverte du passé        |
|    |                                                            |                                       |
| 12 | Lavoisier i chemia                                         | Lavoisier et la chimie                |
|    |                                                            |                                       |
| 13 | Stephenson Robert Stephenson                               | Stephenson                            |
|    |                                                            |                                       |
| 14 | Faraday i elektryczność                                    | Faraday et l’électricité              |
|    |                                                            |                                       |
| 15 | Darwin i ewolucja                                          | Darwin et l’évolution                 |
|    |                                                            |                                       |
| 16 | Mendel i zielony groszek                                   | Mendel et les petits pois             |
|    |                                                            |                                       |
| 17 | Pasteur i mikroorganizmy                                   | Pasteur et les micro-organismes       |
|    |                                                            |                                       |
| 18 | Thomas Edison i nauka stosowana                            | Thomas Edison et la science appliquée |
|    |                                                            |                                       |
| 19 | Marconi i fale radiowe                                     | Marconi et les ondes                  |
|    |                                                            |                                       |
| 20 | Ford i samochody                                           | Ford et l’aventure automobile         |
|    |                                                            |                                       |
| 21 | Lotnictwo                                                  | L’aviation                            |
|    |                                                            |                                       |
| 22 | Maria Skłodowska-Curie                                     | Marie Curie                           |
|    |                                                            |                                       |
| 23 | Albert Einstein                                            | Einstein                              |
|    |                                                            |                                       |
| 24 | Lorenz i gęsi                                              | Lorenz, le père l’oie                 |
|    |                                                            |                                       |
| 25 | Armstrong i Księżyc                                        | Armstrong, la lune et l’espace        |
|    |                                                            |                                       |
| 26 | Jutro zaczyna się dziś                                     | Demain est déjà là                    |
|    |                                                            |                                       |